# 北海道剣淵高等学校
北海道剣淵高等学校（ほっかいどうけんぶちこうとうがっこう、Hokkaido Kenbuchi High School）は、北海道上川郡剣淵町にある公立（町立）の農業高等学校。

## 設置学科
- 総合学科
  - 農業国際系列
  - 生活福祉系列

## 沿革
- 1951年（昭和26年）4月1日 - 北海道士別高等学校の剣淵分校として設置。
- 1952年（昭和27年）11月1日- 北海道剣淵高等学校として独立。
- 2009年（平成21年）4月1日 - 農業・生活科から総合学科へ転換。
- 2011年（平成23年）4月1日 - 全日制課程総合学科への完全移行が完了。

## 部活動

### 運動部
- サッカー部
- バレーボール部
- バドミントン部
- チアリーディング部

### 文化部・同好会
- 茶道部
- ボランティア同好会

## 生徒数
- 合計 : 83人
  - 1年生 : 18人
  - 2年生 :26 人
  - 3年生 : 29人

2019年（平成31年）4月8日現在